# Nagroda Brama Stokera w 2012

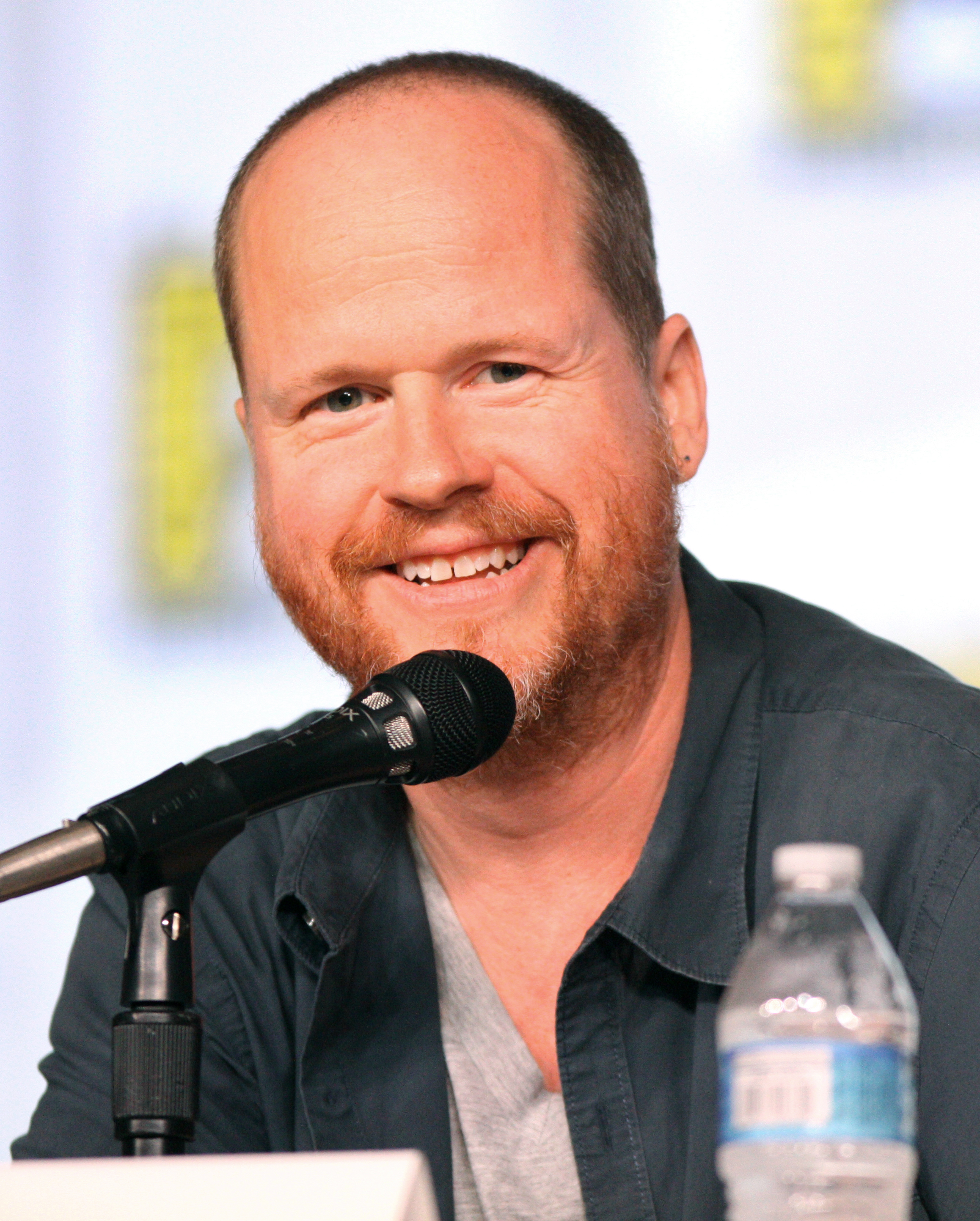
Joss Whedon - zwycięzca w kategorii Scenariusz za Dom w głębi lasu

Zwycięzcy i nominowani do Nagrody Brama Stokera za rok 2012.

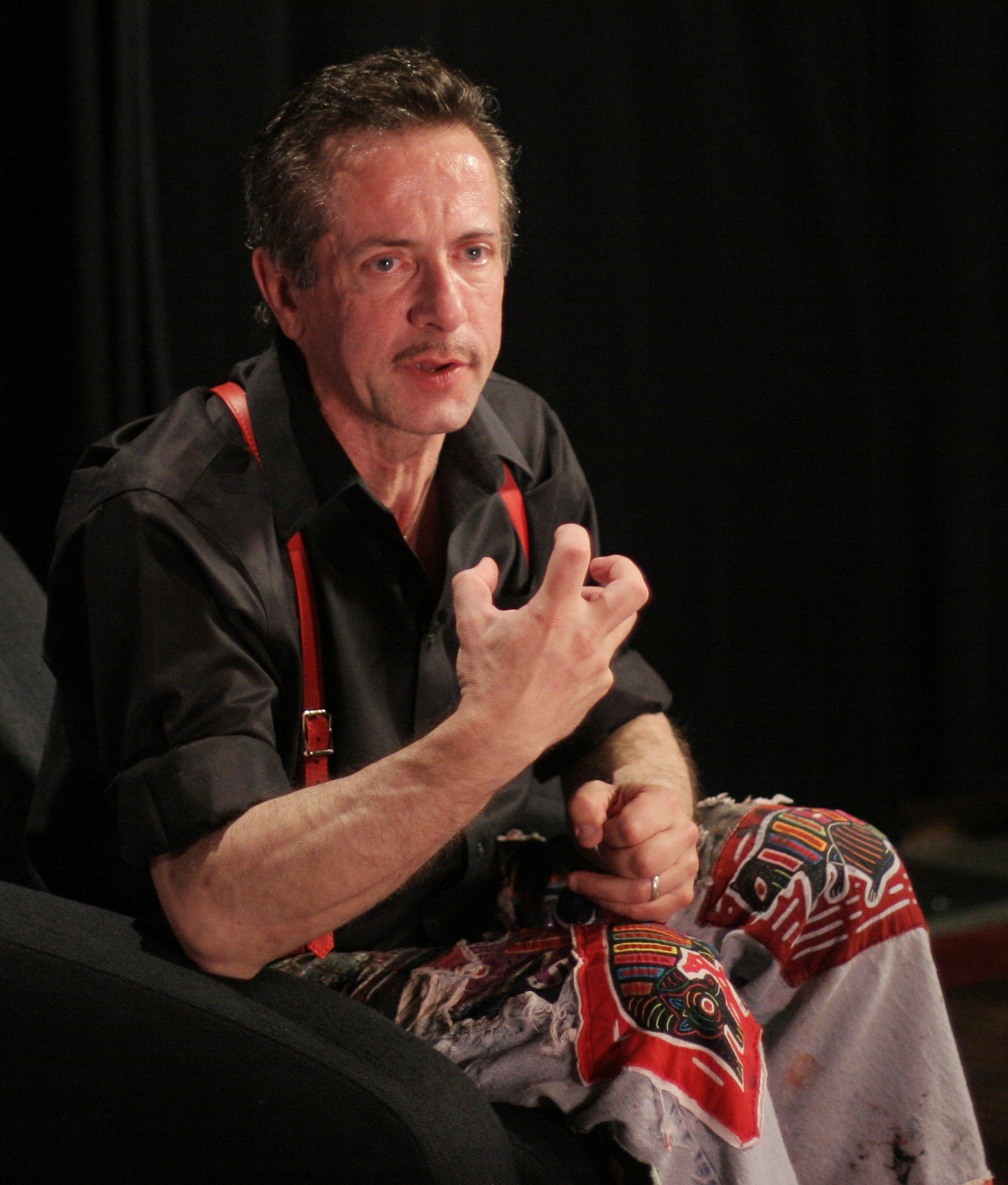
Clive Barker - laureat nagrody za całokształt twórczości

## Kategorie[1][2].
- Powieść (Novel) – utwór składający się z 40 000 lub więcej słów pisany prozą.
- Debiut powieściowy (First Novel) – utwór składający się z 40 000 lub więcej słów pisany prozą napisany przez autora, który nigdy wcześniej nie publikował utworu w gatunkach horror, dark fantasy lub okultyzmu.
- Powieść dla młodzieży (Young Adult Novel) – utwór składający się z 20 000 lub więcej słów pisany prozą przeznaczony dla grupy wiekowej 14-21 lat.
- Powieść graficzna (Graphic Novel) - utwór w formie komisu wydany tradycyjnie albo elektronicznie nie krótszy niż 48 stron. Nagradzani są tylko pisarze, a nie rysownicy.
- Długie opowiadanie (Long Fiction) – utwór składający się co najmniej z 7 500 słów, ale nie więcej niż 39 999 słów pisany prozą.
- Krótkie opowiadanie (Short Fiction) – utwór składający się z nie więcej niż 7 499 słów pisany prozą.
- Zbiór opowiadań (Collection) – zbiór co najmniej trzech oddzielnych utworów napisanych przez jednego autora i oferowanych na sprzedaż lub dystrybuowane w jednym pakiecie w formie książki, książki audio, książki elektronicznej lub innej formie. Łączna długość utworów musi wynosić co najmniej 40 000 słów.
- Utwór non-fiction (Nonfiction) – utwór składający się z 40 000 słów. Może być w formie np: krytyki, biografii, autobiografii, analizy naukowej, odniesień, komentarzy, opinii z zakresu szeroko pojętego horroru, dark fantasy lub okultyzmu.
- Antologia (Anthology) - co najmniej trzy oddzielne utwory napisane przez dwóch lub więcej autorów, wybrane przez redaktora i oferowane na sprzedaż lub dystrybuowane w jednym pakiecie. Łączna długość utworów musi wynosić co najmniej 60 000 słów, a przynajmniej 60% utworów nie może być przed publikacją w antologii wcześniej wydana.
- Scenariusz (Screenplay) - scenariusze filmów pełnometrażowych lub seriali telewizyjnych. Nagradzani są tylko autorzy scenariusza.
- Poezja (Poetry collection) - pozycja składająca się z co najmniej 30 stron utworów pojedynczego autora lub 48 stron nie więcej niż 4 autorów.

## Legenda
| zwycięzca |
| nominacja |

## Powieść (Novel)
| Imię i nazwisko        | Tytuł oryginalny  | Tytuł polski |
| ---------------------- | ----------------- | ------------ |
| Caitlin R. Kiernan     | The Drowning Girl |              |
| Benjamin Kane Ethridge | Bottled Abyss     |              |
| John Everson           | NightWhere        |              |
| Little Bentley         | The Haunted       |              |
| Joe McKinney           | Inheritance       |              |

## Debiut powieściowy (First Novel)
| Imię i nazwisko   | Tytuł oryginalny                            | Tytuł polski |
| ----------------- | ------------------------------------------- | ------------ |
| L.L. Soares       | Life Rage                                   |              |
| Michael Boccacino | Charlotte Markham and the House of Darkling |              |
| Deborah Coates    | Wide Open                                   |              |
| Charles Day       | The Legend of the Pumpkin Thief             |              |
| Peter Dudar       | A Requiem for Dead Flies                    |              |
| Richard Gropp     | Bad Glass                                   |              |

## Powieść dla młodzieży (Young Adult Novel)
| Imię i nazwisko   | Tytuł oryginalny     | Tytuł polski |
| ----------------- | -------------------- | ------------ |
| Jonathan Maberry  | Flesh & Bone         |              |
| Libba Bray        | The Diviners         | Wróżbiarze   |
| Barry Lyga        | I Hunt Killers       |              |
| Michael McCarty   | I Kissed A Ghoul     |              |
| Maggie Stiefvater | The Raven Boys       | Król Kruków  |
| Jeff Strand       | A Bad Day for Voodoo |              |

## Powieść graficzna (Graphic Novel)
| Imię i nazwisko                     | Tytuł oryginalny                                    | Tytuł polski |
| ----------------------------------- | --------------------------------------------------- | ------------ |
| Rocky Wood Lisa Morton              | Witch Hunts: A Graphic History of the Burning Times |              |
| Cullen Bunn                         | The Sixth Gun Volume 3: Bound                       |              |
| Terry Moore                         | Rachel Rising Vol. 1: The Shadow of Death           |              |
| Ravi Thornton                       | The Tale of Brin and Bent and Minno Marylebone      |              |
| Peter J. Wacks Guy Anthony De Marco | Behind These Eyes                                   |              |

## Długie opowiadanie (Long Fiction)
| Imię i nazwisko              | Tytuł oryginalny                 | Tytuł polski |
| ---------------------------- | -------------------------------- | ------------ |
| Gene O'Neill                 | The Blue Heron                   |              |
| Kealan Patrick Burke         | Thirty Miles South of Dry County |              |
| Jack Ketchum Lucky McKee     | I'm Not Sam                      |              |
| Joe McKinney Michael McCarty | Lost Girl of the Lake            |              |
| Norman Prentiss              | The Fleshless Man                |              |

## Krótkie opowiadanie (Short Fiction)
| Imię i nazwisko | Tytuł oryginalny                     | Tytuł polski |
| --------------- | ------------------------------------ | ------------ |
| Lucy Snyder     | Magdala Amygdala                     |              |
| Bruce Boston    | Surrounded by the Mutant Rain Forest |              |
| Joe McKinney    | Bury My Heart at Marvin Gardens      |              |
| Weston Ochse    | Righteous                            |              |
| John Palisano   | Available Light                      |              |

## Zbiór opowiadań (Collection)
| Imię i nazwisko   | Tytuł oryginalny                             | Tytuł polski                    |
| ----------------- | -------------------------------------------- | ------------------------------- |
| Mort Castle       | New Moon on the Water                        |                                 |
| Joyce Carol Oates | Black Dahlia and White Rose: Stories         |                                 |
| Jonathan Carroll  | Woman Who Married a Cloud: Collected Stories | Kobieta, która wyszła za chmurę |
| Elizabeth Hand    | Errantry: Strange Stories                    |                                 |
| Glen Hirshberg    | The Janus Tree                               |                                 |

## Scenariusz (Screenplay)
| Imię i nazwisko                     | Tytuł oryginalny                                      | Tytuł polski                  |
| ----------------------------------- | ----------------------------------------------------- | ----------------------------- |
| Joss Whedon Drew Goddard            | The Cabin in the Woods                                | Dom w głębi lasu              |
| Jane Goldman                        | The Woman in Black                                    | Kobieta w czerni              |
| Sang Kyu Kim                        | The Walking Dead, episode: "Killer Within"            | Żywe trupy                    |
| Tim Minear                          | American Horror Story: Asylum, episode: "Dark Cousin" | American Horror Story: Asylum |
| Gary Ross Suzanne Collins Billy Ray | The Hunger Games                                      | Igrzyska śmierci              |

## Antologia (Anthology)
| Imię i nazwisko                                  | Tytuł oryginalny                        | Tytuł polski |
| ------------------------------------------------ | --------------------------------------- | ------------ |
| Mort Castle Sam Weller                           | Shadow Show                             |              |
| Eric J. Guignard                                 | Dark Tales of Lost Civilizations        |              |
| Eric Miller                                      | Hell Comes to Hollywood                 |              |
| Mark C. Scioneaux R.J. Cavender Robert S. Wilson | Horror for Good: A Charitable Anthology |              |
| Stan Swanson                                     | Slices of Flesh                         |              |

## Utwór non-fiction (Nonfiction)
| Imię i nazwisko                 | Tytuł oryginalny                                                       | Tytuł polski |
| ------------------------------- | ---------------------------------------------------------------------- | ------------ |
| Lisa Morton                     | Trick or Treat: A History of Halloween                                 |              |
| Michael Collings                | Writing Darkness                                                       |              |
| Leslie S. Klinger               | The Annotated Sandman, Volume 1                                        |              |
| Kim Paffenroth John W. Morehead | The Undead and Theology                                                |              |
| Kendall R. Phillips             | Dark Directions: Romero, Craven, Carpenter, and the Modern Horror Film |              |

## Poezja (Poetry collection)
| Imię i nazwisko                    | Tytuł oryginalny                 | Tytuł polski |
| ---------------------------------- | -------------------------------- | ------------ |
| Marge Simon                        | Vampires, Zombies & Wanton Souls |              |
| Linda Addison Stephen M. Wilson    | Dark Duet                        |              |
| Bruce Boston Gary William Crawford | Notes from the Shadow City       |              |
| Michael Collings                   | A Verse to Horrors               |              |
| Mary A. Turzillo                   | Lovers & Killers                 |              |

## Nagrody specjalne

### Nagroda za całokształt twórczości (Lifetime Achievement)
- Clive Barker
- Robert R. McCammon

### Specialty Press Award
Centipede Press

### Richard Laymon President's Award
James Chambers

### Silver Hammer
Charles Day